# Bílé vánoce (album)
Bílé vánoce je studiové album zpěváka Karla Gotta vydané v roce 1982 hudebním vydavatelstvím Supraphon.

## Album Bílé vánoce
Karel Gott se se svým týmem rozhodl navázat na mimořádně úspěšné album Vánoce ve zlaté Praze z roku 1969. Již na přelomu 70. a 80. let nazpíval Karel Gott pro různé projekty několik vánočních písní, jednalo se například o televizní pořady Malá sváteční hudba (1978) nebo Štědrý den bratří Mánesů (1981). Titulní píseň Bílé vánoce (White Christmas) od Irvinga Berlina zpíval Karel Gott již dříve v různých televizních programech a na svých vánočních koncertech v Lucerně. Druhou písní na desce byla O Holy Night s českým textem a názvem Dny zázraků a přání. Další skladba Tvůj stromek byla převzata z repertoáru Elvise Presleyho. Zcela nové písně dodal Ladislav Štaidl (Při vánočních svíčkách, Návrat). Duet Zítra stromek zazáří zkomponoval Karel Gott s Rudolfem Roklem (ve studiové nahrávce Gotta doprovodila Ivana Snopová, na pozdějších vánočních koncertech s ním tuto píseň zpívala Darina Rolincová). Druhou stranu LP desky tvořily převážně tradiční české koledy, dále se zde objevila stará italská duchovní píseň O sanctissima (s českým názvem Moudré smíření) nebo proslulá skladba Adama Michny z Otradovic Chtíc, aby spal.
Album Bílé vánoce bylo nahráno v rozmezí září 1981 až duben 1982 ve studiu Mozarteum a bylo vydáno na podzim 1982. Hudební doprovod zajistil Orchestr Ladislava Štaidla. V titulní písní Bílé vánoce zpíval s Gottem sbor Bambini di Praga, v českých koledách na druhé straně desky jej doprovodil Sbor Pavla Kühna. Album zaznamenalo velký úspěch a prodalo se ho téměř 400 000 kusů (Karel Gott v roce 1987 za něj získal Zlatou desku Supraphonu). Již v roce 1983 byla v angličtině pořízena exportní verze pro firmu Artia pod názvem White Christmas.
Písně z alba Bílé vánoce dostaly prostor v televizním pořadu Zadáno pro Karla Gotta, který byl nasazen jako hlavní večerní televizní program na Štědrý den v roce 1982. V tomto vánočím recitálu se v publiku mezi diváky poprvé na veřejnosti objevila Gottova nemanželská dcera Dominika. Shodou okolností těsně před vánocemi 1982 zemřel Gottův otec (20. prosince 1982), jehož ztrátu zpěvák těžce nesl. Několik písní bylo ve formě klipů natočeno v roce 1989 pro videokazetu Supraphonu Dny zázraků a přání – Vánoce v písních Karla Gotta. Tyto nahrávky byly pak znovu v roce 2004 vydány na DVD Sen o vánocích. Celé album s několika bonusy ze 70. a 80. let bylo vydáno v roce 2007 v rámci kompletní diskografie Karla Gotta.

## Seznam skladeb
(1. strana LP)
- 1. Bílé vánoce (White Christmas) (I. Berlin / J. Moravec)
- 2. Dny zázraků a přání (O Holy Night) (A. Adam / I. Fischer)
- 3. Tvůj stromek (Blue Christmas) (B. Hayes / M. Černý)
- 4. Při vánočních svíčkách (L. Štaidl / Z. Borovec)
- 5. Naše první vánoce (J. Vinařický / M. Zikán)
- 6. Zítra stromek zazáří (K. Gott, R. Rokl / I. Rössler), s Ivanou Snopovou
- 7. Návrat (L. Štaidl / V. Hons)

(2. strana LP)
- 8. Moudré smíření (O sanctissima) (italská lidová / E. Krečmar)
- 9. Štědrej večer nastal (česká lidová) (pouze Kühnův smíšený sbor bez Karla Gotta)
- 10. Nesem vám noviny (česká lidová)
- 11. Já bych rád k Betlému (česká lidová)
- 12. Pastýři, vstávejte (česká lidová)
- 13. Bratři, já jsem slyšel (česká lidová Gloria in excelsis Deo)
- 14. Jak jsi krásné, neviňátko (česká lidová)
- 15. Narodil se z lásky k nám (holandská lidová)
- 16. Chtíc, aby spal (Adam Michna z Otradovic)
- 17. V té noci zázračné (Es ist ein Ros' entsrprugnen) (zpěvník z Kolína nad Rýnem / J. Aplt)

Vydal Supraphon, Praha, 1982, katalogové číslo LP 1113 3240